# Reliance Entertainment
Pour les articles homonymes, voir Reliance.
Reliance Entertainment, officiellement Reliance Big Entertainment, est une entreprise indienne, filiale de Reliance Anil Dhirubhai Ambani Group, active dans des secteurs tels que les médias et le divertissement, à travers des plates-formes de distribution de films.

## Filmographie

### Productions
Sauf indication contraire, les informations mentionnées dans cette section peuvent être confirmées par la base de données cinématographiques IMDb,  présente dans la section « Liens externes ».
- 2010 : Kites de Anurag Basu
- 2011 :
  - Cowboys et Envahisseurs (Cowboys and Aliens)
  - Fright Night
  - Real Steel
- 2014 :
  - The Lost World: The Adventures Of Teddy Flood de Barry Cook et J.A Bayona[réf. souhaitée]
  - Vampire Academy de Mark Waters
- 2016 : Le Bon Gros Géant (The BFG) de Steven Spielberg
- 2017 : Thank You for Your Service de Jason Hall
- 2017 : Tout là-haut de Serge Hazanavicius
- 2018 : Ready Player One de Steven Spielberg
- 2023 : The Last Voyage of the Demeter d'André Øvredal
- 2024 : Long Distance (Distant) de Josh Gordon et Will Speck
- 2025 : How to Train Your Dragon de Dean DeBlois
- 2025 : Gabby's Dollhouse: The Movie de Ryan Crego